# العنصرية في أمريكا الجنوبية

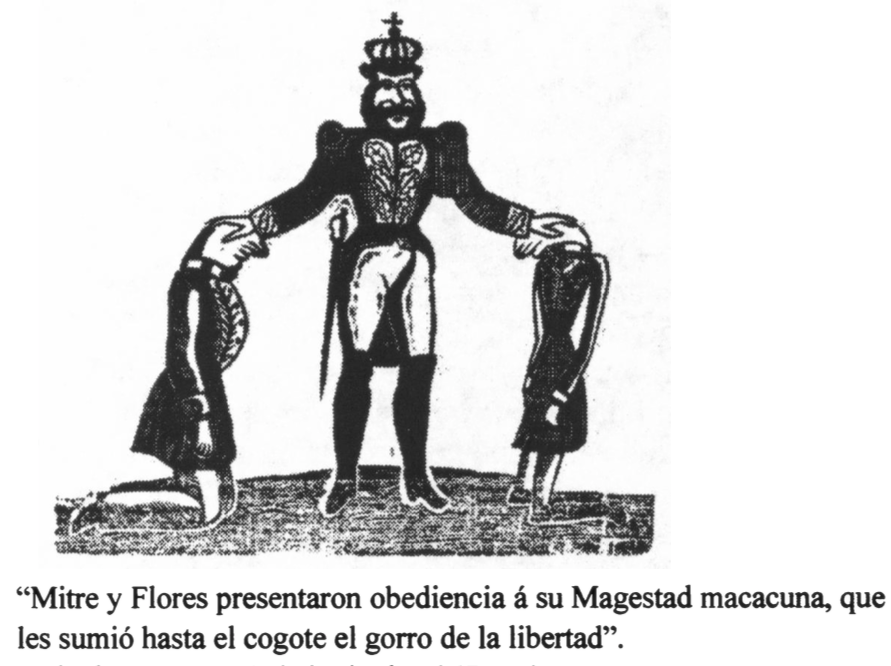
كاريكاتير عنصري في صحيفة الجيش الباراجواياني. الإمبراطور بيدرو الثاني، الذي تم تصويره على أنه قرد، يهيمن على ميتري وفلوريس/

العنصرية في أمريكا الجنوبية مصطلح يشير إلى مظاهر عنصرية بدول قارة أمريكا الجنوبية، والعنصرية لا تختص بمكان أو زمان، وبالرغم من إدانتها من أغلب دول العالم حيث وقعت 170 دولة على الاتفاقية الدولية للقضاء على جميع أشكال التمييز العنصري إلا أنه يمكن القول بأنها توجد بأشكال مختلفة في كل بلد على ظهر الأرض.
وتختلف أشكال العنصرية من مكان لآخر وفق أسباب تاريخية أو ثقافية أو دينية أو اقتصادية.
ويمكن تعريف العنصرية بطرق مختلفة، لكن يتفق الجميع على أن العنصرية هي شعور يبديه الشخص تجاه شخص أو فئة معينة من الناس على أساس انتمائهم العرقي أو الديني أو الإثني وكثيرا ما يكون هذا الشعور مصحوبا بكره أو عداء. ويمكن أن يمتد ذلك الشعور إلى أبعد من ذلك فيصل إلى تعامل أو تصرفات عنصرية، كاستعمال العنف أو الإكراه أو المنع من حق ما.